# Leo Diet

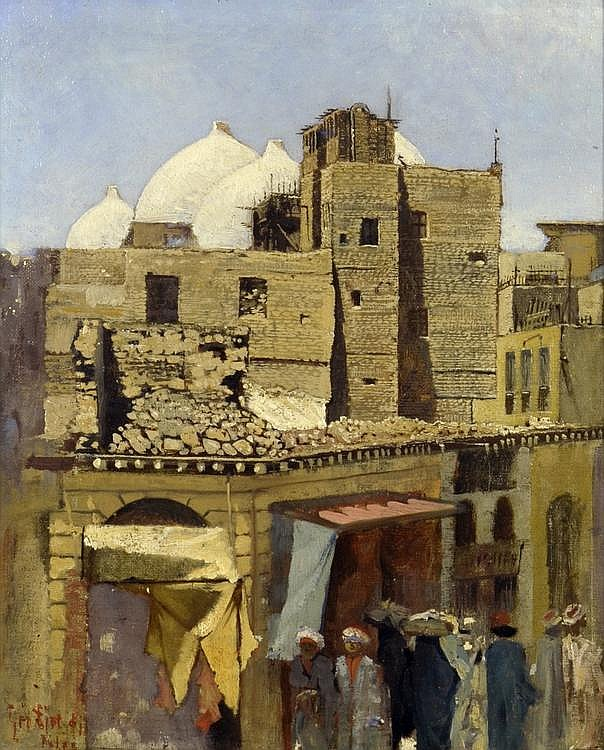
Leo Diet: Ägyptische Stadt (1881)

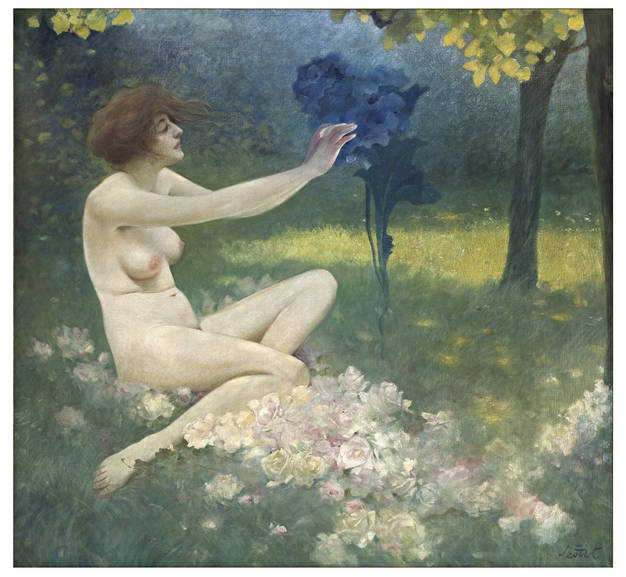
Leo Diet: Die blaue Blume (1903)

Leopold Dietmann (auch Leo Diet, * 12. September 1857 in Prag; † 12./13. Juni 1942 in Graz) war ein tschechisch-österreichischer Maler und Erfinder.
Er war ein romantisch-realistischer Historien- und Porträtmaler, schuf aber auch impressionistische Landschaften und Architekturbilder. Er malte in Öl, Aquarell und Pastell. Zudem war er auch als Radierer und Illustrator (Märchen, Mohammed Ahmed 1931) tätig, gestaltete Plakate, Exlibris und Vignetten.

## Ausbildung und Wirken
Diet absolvierte nach der Kadettenschule in Marburg an der Drau die Technische Militär-Oberrealschule in Weißkirchen und die Technische Militärakademie in Wien. Ab 1879 diente er als Artillerie-Leutnant in der Armee. Schon während seiner Militärzeit widmete er sich künstlerischen Studien. Schließlich begann Diet eine künstlerische Ausbildung bei Alfred Fallenböck und als Hospitant an der Akademie der bildenden Künste Wien bei Carl Rudolf Huber. Er studierte an der Akademie der Bildenden Künste Prag bei František Sequens und in Wien bei Hans Canon. Leo Diet war von Kronprinz Rudolf gefördert, erhielt ein Stipendium, das ihm Studienreisen nach Paris (1881/1882) sowie nach Ägypten (1882–1887) ermöglichte.
Die Jahre von 1883 bis 1887 verbrachte er in Kairo, wo er viele Bilder orientalistischen Inhaltes schuf. Sechzig dieser Werke zeigte er 1888 im Österreichischen Kunstverein. Später unterrichtete er von 1895 bis 1914 Freihand- und kunstgewerbliches bzw. technisch-konstruktives Fachzeichnen an der Kunstgewerbeschule in Graz.
Er gründete 1889 den Salon der Zurückgewiesenen, aus dem die Wiener Secession entstand. 1899 gehörte er zu den Gründern der Genossenschaft bildender Künstler Steiermarks.
Leo Diet erfand 1887 das nach ihm benannte Zeichengerät „Dietsches Dreieck“ (auch „mechanischer Perspectograph“) und patentierte es am 15. Juni 1893 als Instrument zur Herstellung perspectivischer Zeichnungen aus Grundriss und Aufriss.
1906 erhielt er den österreichischen Staatspreis für sein Porträt des Chirurgen Luksch.
Von den Nationalsozialisten nach 1938 aufgrund seiner Anschauungen und früheren monarchistischen Beziehungen massiv unter Druck gesetzt, starb Leo Diet 1942.

## Werke
- Aufzählung von Gemälden bei Thieme-Becker (1913).

- "sechs decorative Landschaften" (1897) für die Villa Keil in Graz, Reininghausstraße 7[5]

## Schriften
- Über die Kongruenz und das Kongruenzgefühl und über die graphische Darstellbarkeit körperlicher Objekte, Anton Schroll, Wien 1907.